# Blapstinus fortis
Blapstinus fortis es una especie de escarabajo del género Blapstinus, familia Tenebrionidae, orden Coleoptera. Fue descrita científicamente por LeConte en 1878.
La especie se mantiene activa durante todos los meses del año.

## Descripción
Mide aproximadamente 8 milímetros de longitud.

## Distribución
Se distribuye por Estados Unidos, Nicaragua, México, Panamá, Cuba, Guatemala, Honduras y Jamaica.